# Loveridgeana
Loveridgeana es un género (o subgénero de Sphaerophoria) de la familia de los sírfidos, la cual habita en África del oeste y en la Isla de Santa Elena. La especie de Loveridgeana fue clasificada originalmente por Wiedemann en 1830, y más tarde confirmada y reclasificada  por los hermanos Doesburg en 1977.

## Especies
- Loveridgeana beattiei (Wiedemann, 1830)[1]